# 阿尔比耶尔
阿尔比耶尔（法語：Albières，法語發音：[albjɛʁ] ⓘ）是法国奥德省的一个市镇，属于卡尔卡松区。

## 地理
阿尔比耶尔（42°56'49"N, 2°28'41"E）面积17.25 平方千米，位于法国奧克西塔尼大區奥德省，该省份为法国南部沿海省份，北起塔恩省，西北接上加龙省，西接阿列日省，南至东比利牛斯省，东临地中海，东北与埃罗省接壤。
与阿尔比耶尔接壤的市镇（或旧市镇、城区）包括：阿尔克、欧里亚克、布伊斯、富尔图、拉内。

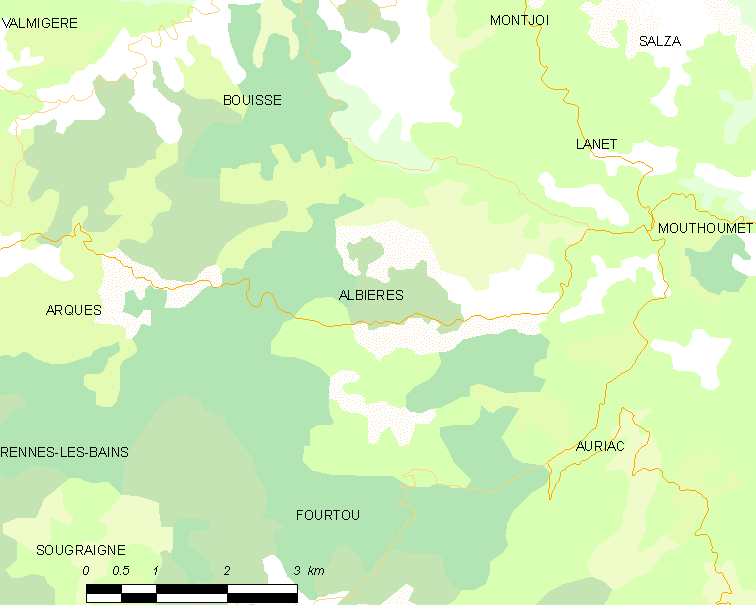
阿尔比耶尔的OSM定位图

阿尔比耶尔的时区为UTC+01:00、UTC+02:00（夏令时）。

## 行政
阿尔比耶尔的邮政编码为11330，INSEE市镇编码为11007。

## 政治
阿尔比耶尔所属的省级选区为莱科比耶尔县。

## 人口

1962-2008年间阿尔比耶尔人口变化图示

阿尔比耶尔于2022年1月1日时的人口数量为111人。